# Neohesperidosida
Neohesperidosida  es el disacárido que está presente en algunos flavonoides glucósidos. Se puede encontrar en especies de Citrus, y en especies de Podocarpus

## Neohesperidosidas
- Naringina
- Cianidina-3-neohesperidosida[3]
- Delfinidina-3-neohesperidosida[3]
- Rhoifolin o apigenina 7-O-neohesperidosida
- myricetin-3-O-neohesperidosida se encuentra en Physalis angulata[4]
- Neohesperidin (Hesperetin 7-O-neohesperidosida)